# Hermann Schiller
Hermann Schiller, född den 7 november 1839 i Wertheim, död den 11 juni 1902 i Leipzig, var en tysk historiker och filolog.
Schiller var 1876-99 gymnasierektor och tillika universitetsprofessor i Giessen, från 1888 även geheime överskolråd där. Han skrev bland annat Geschichte der römischen Kaiserzeit (2 band, 1883-87), Die römischen Staats-, Rechts- und Kriegsalterthümer (i Iwan Müllers "Handbuch" 1887; 2:a upplagan 1893), Weltgeschichte (4 band, 1900-01) samt pedagogiska verk, bland annat Handbuch der praktischen Pädagogik (1886; 4:e upplagan 1904).